# Esteban Carrasco Zambrano
Viviano Esteban Carrasco Zambrano (Santiago, 7 de marzo de 1972) es un ingeniero comercial, economista y político chileno. Entre el 6 de enero y 3 de noviembre de 2020 se desempeñó como subsecretario de Economía y EMT bajo el segundo gobierno de Sebastián Piñera.

## Biografía

### Educación
Realizó su educación escolar en el Liceo José Victorino Lastarria. Posteriormente egresó de sus estudios superiores como ingeniero comercial con mención en Economía de la Pontificia Universidad Católica de Chile, recibiendo el premio Profesor Raúl Iver al mejor egresado de la promoción (1995). Luego le fue otorgado el grado de Magíster en Economía con mención en Evaluación Socioeconómica de proyectos de la misma universidad (1996). Tiempo después, complementó sus estudios profesionales en INACAP, Mecánica Automotriz (1997) para luego  realizar estudios de inyección electrónica y mecánica de motos en DuocUC (2005).

### Carrera profesional
Esteban Carrasco posee una amplia experiencia en desarrollo organizacional, políticas públicas, negociación, así como en desarrollo de proyectos y empresas. Se ha desempeñado en labores de administración, investigación económica, evaluación de proyectos y docencia.
Ha dictado clases de Microeconomía, Evaluación Social de Proyectos y Organización industrial en la Universidad de Los Andes, la Universidad del Desarrollo y en la Pontifica Universidad Católica de Chile (1997-2012). Asimismo, se desempeñó como Director de Mecánica Automotriz y Autotrónica en DuocUC (2003-2006)
Además se caracteriza por su conocimiento en diversas industrias, habiéndose desempeñado como gerente general de la Asociación Nacional Automotriz de Chile, así como gerente general de IMASA S.A. (Actual XCMG Chile) y como director de la Empresa Portuaria de San Antonio.
Entre 2010 y 2014, durante el primer gobierno de Piñera se desempeñó como director de la Oficina de Competitividad del Ministerio de Economía, y jefe de asesores del ministro Félix de Vicente.
Durante el segundo gobierno de Sebastián Piñera hasta diciembre de 2019, fue asesor de los ministros Juan Andrés Fontaine y Alfredo Moreno Charme en la cartera de Obras Públicas (MOP) con énfasis en gestión de aguas y la regulación de los servicios públicos sanitarios.
El 6 de enero de 2020 fue designado por el presidente Piñera como subsecretario de Economía y Empresas de Menor Tamaño tras la renuncia de Ignacio Guerrero Toro.